# Бронштейн, Яков Менделевич
Я́ков Менделе́вич Бронште́йн (12 июля 1940, Москва) — советский кинорежиссёр, сценарист и оператор.

## Биография
Режиссёр и сценарист документального и художественного кино. Член Гильдии кинорежиссёров России. В 70-е годы из-за компании антисемитизма был вынужден эмигрировать в США. Киновед Мирон Черненко приводит слова Бориса Павленка, бывшего в 1970—1985 годах заместителем председателя Госкино СССР, сказанные в адрес молодого режиссёра:

…пока я здесь, человек с такой фамилией работать в кино не будет!
— Мирон Черненко, «Красная звезда, жёлтая звезда: Кинематографическая история еврейства в России, 1919—1999»
В итоге

…из титров его фильмов, в том числе знаменитой короткометражки «Замки на песке» его фамилия была аккуратно вырезана, и единоличным автором её с тех пор велено было считать оператора картины Альгимантаса Видугириса.
— Мирон Черненко, там же
В США был связан с кругом русских эмигрантов, в частности Михаилом Сусловым, Сергеем Довлатовым.

## Фильмография

### Режиссёр
- 1967 — Замки на песке (совм. с А. Видугирисом), «Золотой дракон» на кинофестивале в Кракове (1968)[5].
- 1969 — Это не беда[6].

### Сценарист
- 1970 — Пес, сметана и труба (совм. с В. Владиным)[7].
- ? — Кто-то где-то (США)[8].
- 1997 — Кот в сапогах (совм. со Стивеном Полом) — анимационный[9].

### Оператор
- 1967 — Замки на песке (совм. с А. Видугирисом)[5].